# Hermann Vermehren
Carl Christian Hermann Vermehren (* 18. April 1792 in Güstrow; † 12. April 1858 ebenda) war ein deutscher evangelisch-lutherischer Theologe, Konsistorialrat und Superintendent in Mecklenburg.

## Leben
Hermann Vermehren entstammte dem Güstrower Zweig der Familie Vermehren. Er war ein Sohn des Pastors an der Pfarrkirche St. Marien (Güstrow) August Arnold Vermehren (* 11. November 1739 in Lübeck; † 15. Januar 1807 in Güstrow). August Vermehren († 1855), Pastor der Pfarrkirche Güstrow, war sein Bruder. 
Vermehren besuchte die Domschule Güstrow und studierte ab 1807 an der Universität Greifswald. 1811 war er hier Respondent einer Disputation unter dem Vorsitz von Johann Ernst Parow. 1810 gehörte er zu den Stiftern des Corps Pomerania Greifswald, danach war er 1811 auch im Corps Vandalia Rostock aktiv. 1812 wurde er Collaborator an der Domschule in Güstrow, 1813 deren Subrektor und 1814 deren Konrektor. 1829 wurde er zum Domprediger am Güstrower Dom berufen. Auch als Domprediger unterrichtete er noch bis 1839 an der Domschule; danach als Superintendent war er ihr Scholarch. Er arbeitete auch an dem Verzeichnis der Primaner der Schule mit Angaben über deren Verbleib mit, das im Jubiläumsprogramm 1853 erschien. Ab April 1839 war Hermann Vermehren Superintendent der Güstrowschen Superintendentur. Er war in verschiedenen Aufgaben kirchenleitend tätig. So wurde er 1844 der erste Vorsitzende der neu eingerichteten Prüfungskommission für das Erste Theologische Examen (Tentamen pro licentia concionandi) in Mecklenburg-Schwerin. 1849 gehörte er der Kommission zur Ausarbeitung einer Kirchenverfassung an, deren Pläne für eine synodale Verfassung der Freienwalder Schiedsspruch zunichtemachte. Am 28. Dezember 1857 ernannte ihn der Großherzog Friedrich Franz II. zum Konsistorialrat und Beisitzer im großherzoglichen Konsistorium in Rostock. Adolf Fuchs widmete ihm 1842 seinen Roman Robert.
Hermann Vermehren war er seit dem 28. Mai 1813 mit (Henriette) Charlotte (Wilhelmine) geb. Richter († 26. Mai 1874) verheiratet, Tochter eines Güstrower Wundarztes. 
Kindern des Paares waren:
- Carl (Johann Heinrich) (1816–1892), Geheimer Justizrat in Güstrow
- (Franz) August (Wilhelm Martin) Vermehren (1817–1892), Oberlehrer an der Güstrower Domschule
- Adolf, Cassenbürger in Güstrow
- (Marie Willhelmine Sophie) Emilie (* 1823), Ehefrau des Güstrower Realschullehrers Ernst Breem (1815–1874)
- (Elisabeth Christine) Luise (Charlotte) (1825–1895), verheiratet mit dem Juristen und Hofrat August Heinrich Ludwig Voß (1802–1858)
- (Maria Dorothea) Hermine (Amalie) (1836–1917), verheiratet mit dem Juristen und Güstrower Stadtsyndikus Paul Viereck (1830–1895)

Seine umfangreiche Privatbibliothek wurde nach seinem Tod verkauft. Der Maler Otto Vermehren war sein Enkel.

## Werke
- Thesium dogmatico – theologicarum Dodecas, quam Praeside Joanne Ernesto Parow, Philosophiae et Theologiae Doct. publico examini offert: Carolus Christ. Herm. Vermehren. Megapolitanus. Gryphiae: Eckhardt 1811
- Versuch, die Lehre von den parallelen und convergenten Linien aus einfachen Begriffen vollständig herzuleiten und gründlich zu erweisen, mit Kupfertafeln. Güstrow: Ebert 1816
- Kritik der Broschüre des Advoc. W. Meister in Bützow, betreff, die Quadratur des Cirkels.
- Über die Anwendung der Wahrscheinlichkeitsrechnung auf die Principien des mecklenb. ritterschaftl. Credit-Vereins.
- Antrittspredigt ... in der Domkirche zu Güstrow am Sonntage Rogate 1829 gehalten. Güstrow 1829
- Über den Vortrag des binomischen Lehrsatz im Schulunterricht. Programm der Güstrower Domschule 1834